# L’Honneur de la Patrie
L’Honneur de la Patrie (französisch für ‚Die Ehre des Vaterlandes‘) ist seit dem 22. Juni 2023 die Nationalhymne Nigers.

## Geschichte
Die erste Nationalhymne Nigers war La Nigérienne, die am 12. Juli 1961 eingeführt wurde, nachdem das Land am 1. August 1960 von Frankreich unabhängig geworden war. Die Staatsführung unter Präsident Mahamadou Issoufou setzte 2019 ein 15-köpfiges Expertenkomitee ein, das sich mit der Nationalhymne befassen sollte, da deren Text in Teilen nicht mehr zeitgemäß sei, zu sehr auf die französische Kolonialzeit anspielen würde und nicht ausreichend repräsentativ für die Traditionen des Landes sei. Die Initiative ging unter anderem von Assoumana Malam Issa aus, dem damaligen Minister für kulturelle Wiedergeburt. Das Projekt wurde stark von Vertretern von Jugend- und Studierendenorganisationen unterstützt.
Dem Komitee gehörten Regierungsmitglieder, Experten, Künstler und weitere Kulturschaffende an. Den Vorsitz hatte Amadou Mailallé inne. Das Komitee sollte ohne Zeitdruck auch für eine Einbindung der Zivilgesellschaft in allen Regionen des Landes sorgen. Es war nicht von Anfang an festgelegt, in welchem Ausmaß Änderungen erfolgen sollten und ob diese nur den Text oder etwa auch die Melodie betreffen würden. Das Komitee sah als seine wichtigste Aufgabe eine kritische Analyse von La Nigérienne an, rief jedoch zunächst auch zu Vorschlägen für eine neue Nationalhymne auf und nahm aus den 38 Einreichungen eine vorläufige Auswahl von drei Liedern vor. Im Februar 2020 erklärte das Komitee, eine Reihe von Konzepten erstellt zu haben, die sich von der Vorgehensweise bei der Ausarbeitung einer neuen Hymne bis zu ihrem inhaltlichen Programm erstreckten. Nach einigen Monaten Arbeit wurde das Projekt nahezu auf Eis gelegt.
Die Regierung unter Präsident Mohamed Bazoum brachte wieder Bewegung in das Vorhaben und reaktivierte unter der Ägide des Kulturministeriums das Komitee unter Amadou Mailallé. Die ursprünglich geplante breite Einbindung der Öffentlichkeit oder auch die Möglichkeit Einzelner, sich mit Vorschlägen einzubringen, wurden nicht umgesetzt. Das Komitee erarbeitete die letzten Schritte weitgehend alleine. Die Regierung gab am 24. März 2022 bekannt, an einer Verfassungsänderung für eine neue Nationalhymne zu arbeiten, dass diese den Titel L’Honneur de la Patrie tragen und dass sie einen neuen Text und eine neue Melodie enthalten werde.
Die Nationalversammlung beschloss am 22. Juni 2023 die Verfassungsänderung, mit der L’Honneur de la Patrie anstelle von La Nigérienne zur Nationalhymne Nigers wurde. Zugleich wurden der Text und die Musik, die vom Expertenkomitee ausgearbeitet worden waren, bekannt gegeben. Die neue Hymne soll die Förderung von Gleichheit, Freiheit, Brüderlichkeit, Patriotismus und nationaler Einheit in Verbindung mit dem Panafrikanismus verankern und die Dimensionen des Sozialen, des Kulturellen und der Selbstbestimmung erfassen.

## Text
| Französischer Originaltext | Deutsche Übersetzung |
| --- | --- |
| Des rives du Niger aux confins du Ténéré Frères et sœurs nous sommes Enfants d’une même Patrie le Niger Nourris de la sève des mêmes idéaux Pour un Niger de paix libre fort et uni Pour un Niger prospère le Pays de nos rêves Pour l’honneur de la Patrie Incarnons la vaillance et la persévérance Et toutes les vertus de nos dignes aïeux Guerriers intrépides déterminés et fiers Défendons la patrie au prix de notre sang Faisons du Niger symbole de dignité Emblème et flambeau de l’Afrique qui avance Pour ces nobles idéaux debout et en avant En avant pour le travail en avant pour le combat Nous demeurons debout Portant haut le drapeau de notre cher Pays Dans le ciel d’Afrique et dans tout l’Univers Pour construire ensemble Un monde de justice de paix et de progrès Et pour faire du Niger la fierté de l’Afrique. | Von den Ufern des Niger bis zu den Rändern der Ténéré Brüder und Schwestern sind wir Kinder desselben Vaterlandes Niger Genährt vom Saft derselben Ideale Für ein Niger des Friedens, frei, stark und geeint Für ein aufblühendes Niger, das Land unserer Träume Für die Ehre des Vaterlandes Verkörpern wir Tapferkeit und Ausdauer Und alle Tugenden unserer würdigen Vorfahren Furchtlose, entschlossene und stolze Krieger Verteidigen wir das Vaterland mit unserem Blut Machen wir Niger ein Symbol der Würde Emblem und Fackel des aufstrebenden Afrikas Für diese edlen Ideale aufrecht und voran Voran zur Arbeit, voran zum Kampf Wir bleiben aufrecht Halten hoch die Flagge unseres geliebten Landes Im Himmel über Afrika und in der ganzen Welt Um gemeinsam zu errichten Eine Welt der Gerechtigkeit, des Friedens und des Fortschritts Und um Niger zum Stolz Afrikas zu machen. |